# Когда сливаются реки (фильм)
«Когда сливаются реки» — советский художественный фильм по одноименному роману Петра Бровки снятый в 1961 году на Литовской киностудии.

## Сюжет
На границе трех союзных республик — Латвии, Белоруссии и Литвы — строится межколхозная ГЭС «Дружба народов». Ангеле влюбляется в молодого инженера Олеся, но её отец — старый мельник Пашкявичус, как и многие местные жители, враждебно настроен и к строительству и новым людям. Общий труд на строительстве сближает людей разных национальностей, возникают новые отношения и формируются характеры. Ангеле, разобравшись в противоречиях жизни и пересмотрев собственные взгляды, находит своё счастье.

## В ролях
- Эдуард Кошман — Олесь Ванюта, молодой инженер
- Пятрас Кубертавичюс — Пятрас Пашкявичюс, мельник
- Лина Пинигите — Ангеле, дочь Пашкявичюса
- Иван Шатило — Василий Рудак
- Антанас Мацкявичюс — Юозас Мешкялис, председатель колхоза
- Бируте Раубайте — Она Восилене
- Милда Клетниеце — Аустра
- Антон Куницын — Кузьма
- Мотеюс Валанчус — Йонас
- Регина Казлаускайте — Зосите
- Жанис Приекулис — Каспар
- Юозас Будрайтис — парень в бригаде Йонаса
- Гражина Блинайте — деревенская женщина

## Дополнительно
Фильм снят по одноименному роману Петра Бровки написанному в 1957 году — самому крупному произведению писателя, за который он был удостоен Литературной премии имени Я. Коласа. В основу сюжета романа был положен реальный факт строительства межреспубликанской Друкшяйской ГЭС «Дружба народов» на берегу озера, где сходятся границы Литвы, Латвии и Белоруссии
Единственная роль в кино театрального актёра Пятраса Кубертавичюса — одного из основоположников литовского профессионального театра, Народного артиста Литовской ССР.
Дебютная роль актёра Юозаса Будрайтиса — он случайно, работая плотником, попал на съемки:

Однажды друзья решили подшутить и просто втолкнули меня в зал, где подбирали актеров на картину «Когда сливаются реки». Там спросили: «Хотите играть в кино?». Ответил коротко: «Не-а». «Но вам будут платить!» «А-а, ну тогда другое дело!». Подошёл — второй режиссер Регина Василюте взяла меня в один из эпизодов. Роль была со словами. Даже двумя: «Здесь солнце». Мое знакомство с кинематографом впервые как раз там и произошло. — актёр Юозас Будрайтис

## Критика
Фильм был признан неудачным, резко раскритикован и даже не был принят для показа на всесоюзный экран.

Дружба народов — важная, широкая тема... Фильм «Когда сливаются реки», поставленный по одноименному роману П. Бровки, посвящен именно этой теме (в широком смысле). Однако фильма почти никто не смотрел — неинтересно, авторы не показали ни людей, ни их характеров, ни хода развития их взаимоотношений. Точнее говоря, в фильме нет ни народов, ни дружбы между ними. Нет потому, что не было убеждающей, затрагивающей сердце художественной речи, не было нового решения этой темы.— журнал «Коммунист», орган ЦК Коммунистической партии Литовской ССР, 1965 год

Картина «Когда сливаются реки» носит отпечаток серости, посредственности, примитивности. Где же причины неудачи? На этом примере отчетливо видно, что хорошая литературная первооснова не всегда способна сама по себе обеспечить создание интересного, значительного фильма. Роман «Когда сливаются реки», повествующий о дружбе народов, о преодолении национальной замкнутости, предрассудков в сознании людей, о чистой и светлой любви, дает достаточно материала для кинофильма. Весь вопрос в том, как кинематографически «подать» этот материал. Именно здесь создателей картины и постигла неудача. Сценарист И. Шилов и постановщик Б. Шрейбер, вместо того чтобы сосредоточить свое внимание на углубленной обрисовке характеров, по существу всё свели к спорам о технических подробностях проекта будущей гидростанции. Понятно, что такой «конфликт» не может вызвать особых зрительских эмоций. Так в итоге появился фильм, роняющий марку студии.— Искусство кино, 1961 год

Схематичность драматургического решения и слабые актерские работы не позволили осуществиться хорошему замыслу. Постановщик Б. Шрейбер и второй режиссер Б. Браткаускас основное внимание уделили производственному конфликту, но и его решили довольно поверхностно. А подход к персонажам фильма с позиций нормативной эстетики превратил их в ходячие схемы, сумму абстрактных добродетелей или пороков. Профессиональная работа оператора А. Моцкуса не могла сгладить драматургических и режиссерских штампов.— Кино Советской Литвы, 1980 год